# Chapelle Saint-Blaise de Bulat-Pestivien
Pour les articles homonymes, voir Église ou chapelle Saint-Blaise.
La chapelle Saint-Blaise est située sur la commune de Bulat-Pestivien en France.

## Localisation
La chapelle est située sur la commune de Bulat-Pestivien dans le département des Côtes-d'Armor, dans la région Bretagne.

## Description
La chapelle et le cimetière datent des XVIIe siècle et XVIIIe siècle. C'est un lieu de pèlerinage situé dans un enclos, elle présente un intérêt par sa façade occidentale et son clocher. Cette façade se compose d'un portail encadré de deux contreforts reliés entre eux par un arc en plein cintre. Au-dessus, s'élève une tour carrée terminée par une flèche en pierre ornée de lucarnes et fleurons. Le portail du XVIIe siècle, en plein cintre, est surmonté d'un fronton et encadré de deux pilastres ornés de rosaces et de losanges inspirés du style Renaissance. Ces pilastres se prolongent verticalement jusqu'aux extrémités du fronton qu'ils traversent. Au-dessus, se trouve un cartouche encadré de deux lions. Le clocher comprend, au-dessus d'un socle carré, une construction ajourée avec meneaux et traverses pour supporter les cloches. L'entablement comporte architrave, frise et corniche. Le calvaire date du XVIe siècle.

## Historique
La chapelle est classée et inscrite partiellement au titre des monuments historiques par les arrêtés du 15 avril 1911 et du 13 janvier 1964.

## Galerie

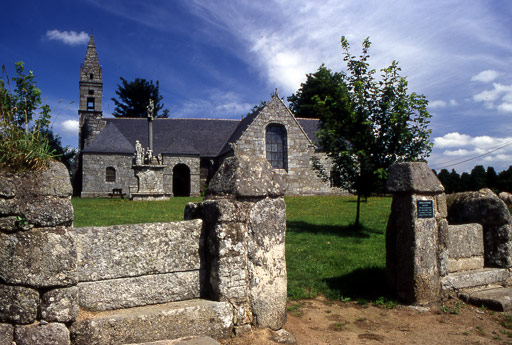
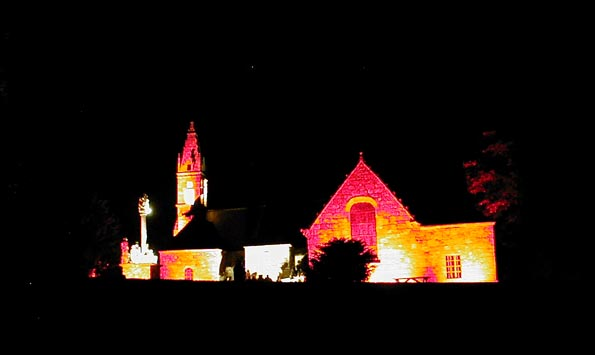
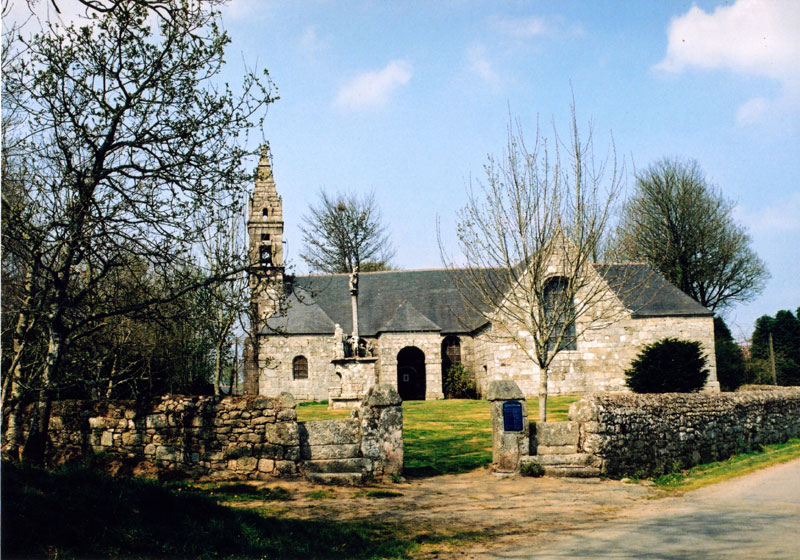